# エア・インディアナ216便墜落事故
エア・インディアナ216便墜落事故とは、1977年12月13日にエア・インディアナが運行する旅客機（ダグラス DC-3、機体記号N51071）がエバンズビル地域空港を離陸直後の19時22分（中部標準時）に墜落した事故。

## 概要
事故機はエバンズビル大学のエバンズビル・パープルエーシーズ男子バスケットボール部を載せていた。目的地はナッシュビル国際空港で、チームはミドルテネシー州立大学ミドルテネシー・ブルーレイダーズ男子バスケットボール部と試合を行う予定だった。
国家運輸安全委員会（NTSB）は事故原因について、右補助翼と方向舵に取り付けられていたガストロックを離陸前にパイロットが外さなかったこと、および荷物室が過積載だったことを挙げた。NTSBのレポートは、これら2つの要因のうち1つが適正であれば、航空機は墜落を免れたかもしれないとしている。過剰な荷物が航空機の重心を後ろに移動させた上に、方向舵と片側の補助翼がロックされていたため、パイロットは過積載の航空機を制御できなくなった。
パープルエーシーズの部員は18歳の新人1人のみが残された。彼は足首の怪我でこのシーズンを欠場したため事故機に乗っていなかった。2週間後、彼はイリノイ州ニュートン近郊で彼の弟とともに自動車事故でこの世を去り、1977年のパープルエーシーズの全員が事故死する結果となった。
エバンズビル大学には「Weeping Basketball」として知られる慰霊碑が建てられた。石板には、航空事故と自動車事故で亡くなったプレイヤー、および知人の招待で事故機に搭乗し巻き込まれた1人の名が刻まれている。また学長のウォーレス・グレイブズが追悼式で述べた弔辞から「今この時の苦渋から、我々は立ち上がるのだ。 (Out of the agony of this hour we will rise.)」という一文が記されている。選手とコーチ陣を一遍に失ったパープルエーシーズも翌年にはヘッドコーチにディック・ウォルターズを招聘してチームの立て直しを進め1982年には中西部を代表してNCAAトーナメント出場を果たすまでになっている。

## 乗員
- 運航乗員:[5]
  - 機長（42歳）
  - 副操縦士（35歳）